# Prato della Valle
Pour les articles homonymes, voir Prato (homonymie).
Le Prato della Valle (Prà deła Vałe en vénitien) est une place de 8,86 hectares de forme elliptique à Padoue, en Italie. C'est l'une des plus grandes places d'Italie, et une des plus grandes de toute l'Europe. La configuration actuelle du lieu, qui date de la fin du XVIIIe siècle, est caractérisée par une île elliptique centrale appelée île Memmia (isola Memmia en italien) d'environ 20 000 m2, elle-même entourée d'un canal sur les berges duquel se trouvent plusieurs statues.

## Toponymie
Durant l'Antiquité et le haut Moyen Âge, la place était appelée Champ de Mars (Campo di Marte en italien), car une de ses fonctions principales était d'accueillir des défilés militaires. Elle fut ensuite renommée  Valle del mercato à cause des nombreux marchés et foires saisonnières qui s'y tenaient, puis « Pré de Sainte-Justine »  (Prato di Santa Giustinia en italien), à cause de l'église de Sainte Justine qui y était située. Le nom de Prato della Valle  (Pratum vallis en latin) apparaît pour la première fois au XIIe siècle.
En latin, le terme pratum était utilisé à l'époque médiévale pour désigner un vaste espace consacré aux usages commerciaux qui, souvent, était couvert d'herbe. C'est ce terme qui a donné naissance au mot italien prato, qui a la même signification. Le mot valle, quant à lui, signifie « en aval » et « lieu marécageux ».
Pendant le Risorgimento, la place est renommée place Victor-Emmanuel II (piazza Vittorio-Emmanuelle II en italien).

## Histoire

### Antiquité

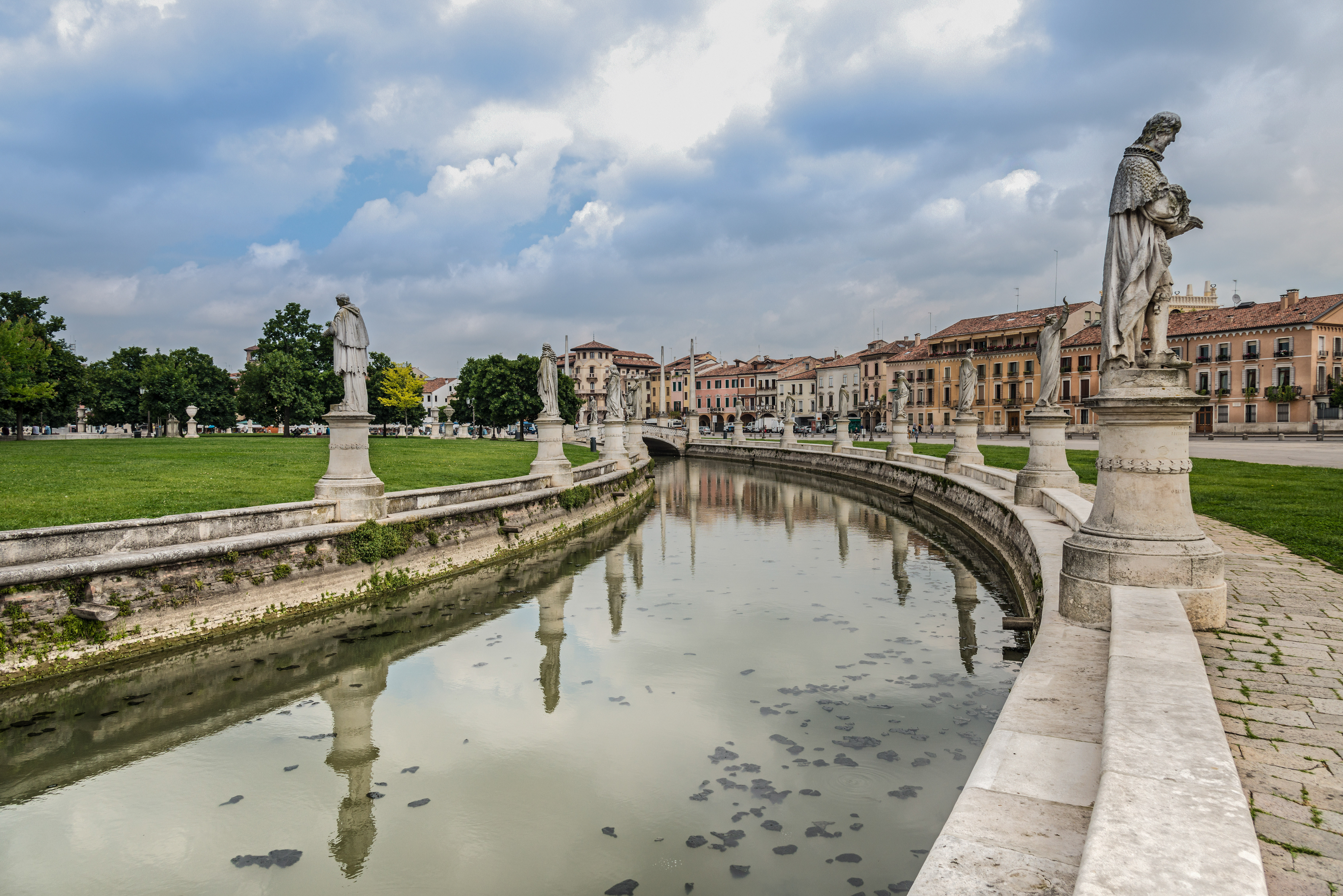
Des statues le long du canal qui borde lisola Memmia

Situé immédiatement au sud de l'ancien centre romain et à l'embouchure du Brenta (Medoacus en latin), le Prato fut pendant l'Empire romain un des points de passage majeurs de la région. En effet, à cet endroit se rejoignaient les anciennes routes reliant Padoue (Patavium en latin) à Este (Ateste en latin) et Adria (Hatria en latin).
C'est également là qu'étaient situés d'importants édifices de la ville romaine, comme le théâtre, le temple de Concorde et le cirque de la ville.
En 304, la martyre Justine (plus tard sainte Justine), fut enterrée dans un cimetière proche du Prato. Au IVe siècle, la croissance du culte de sainte Justine conduisit à la construction d'un premier lieu de culte qui lui était dédié. À partir de ce moment, le Prato della Valle fut étroitement lié au culte de sainte Justine.

### Moyen Âge
Après l'invasion lombarde du VIe siècle, puis l'invasion hongroise du IXe siècle qui causèrent de lourds dommages, la ville de Padoue, abandonnée par l'évêché, se resserra autour de son centre et le Prato se retrouva excentré, aux marges de la cité. Néanmoins, les moines refusèrent l'abandon total du Prato della Valle. C'est ainsi que fut décidée au VIe siècle la construction de la première basilique dédiée à sainte Justine pour redynamiser la zone.
En 589, une série d'importantes inondations fit sortir de leur lit de nombreux fleuves de la plaine du Pô. Ainsi, le Brenta modifia son cours, le déplaçant au nord du centre urbain de Padoue. De la même façon le Bacchiglione déborda lui aussi et vint inonder la cité. C'est à la suite de ces inondations que le Prato della Valle se transforma en un lieu marécageux et fut presque totalement abandonné par les habitants de la ville.
En 970, l'évêque Gauslino, en visitant la basilique Sainte-Justine et la zone du Prato, la décrit comme désolée et abandonnée. Il décréta donc la construction d'un monastère qui fut doté de possessions importantes, parmi lesquelles la zone entière du Prato della Valle. Celui-ci était en fait considéré comme appartenant à Sainte-Justine depuis le VIIe siècle et, par cette action, l'évêque ne fit qu'appuyer une décision alors assimilée.

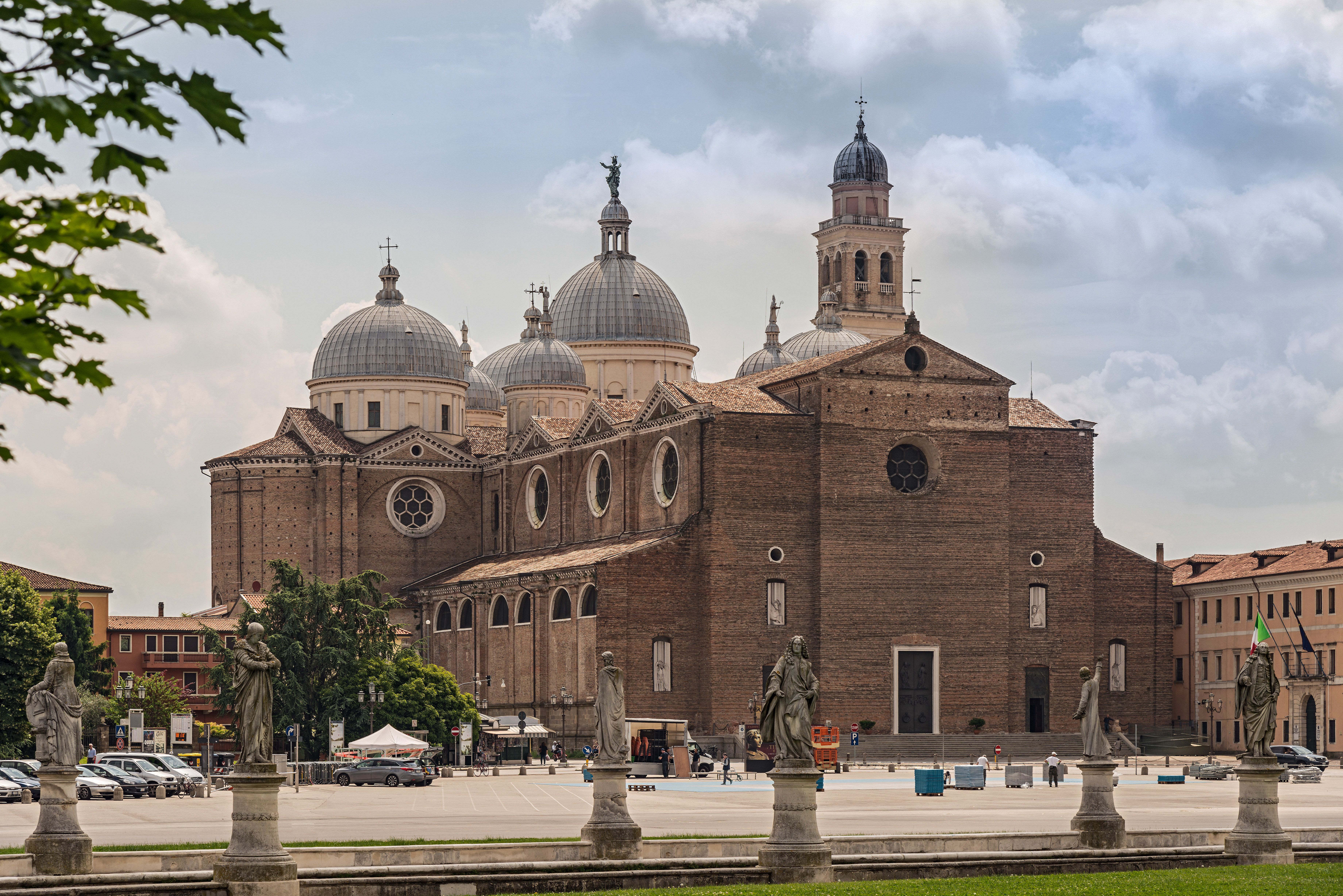
L'actuelle basilique Sainte-Justine

Ce n'est qu'au milieu du XIe siècle, alors que Padoue renaissait économiquement, que les Padouans retournèrent établir des marchés et des foires sur le Prato. C'est d'ailleurs à cette époque que le lieu commença à être appelé Pratum, à cause des échanges commerciaux qui s'y déroulaient.
De très nombreuses controverses légales virent s'affronter la ville et le monastère sur le droit pour les foires et les marchés de se tenir au Prato. Un décret fondamental fut rendu par l'évêque Ulderico en 1077, dans lequel il confirma aux moines que le Prato était leur, tout en se réservant le droit d'utiliser les restes du théâtre romain encore présents sur les lieux comme pierre de construction.
En 1117, un violent séisme détruisit la première basilique Sainte-Justine qui fut reconstruite aux alentours de 1123, sur l'initiative de l'abbé Benzone, qui dessina une église de style roman.
À partir du XIIe siècle, de nombreux documents relatent la renaissance de la place, qui accueillait plusieurs spectacles. Ainsi certaines chroniques mentionnent des représentations sur le Prato de spectacles comme L'homme sauvage (l'uomo selvatico en italien) ou encore Les châteaux de l'amour (i castelli d'amore en italien), ainsi que des représentations religieuses comme la Passion du Christ ou la Résurrection. À partir de 1257, le Prato della Valle accueillit également des courses de chevaux pour fêter la libération de la ville de Padoue de la tyrannie d'Ezzelino III da Romano. Toutes ces utilisations de la zone furent permises par des travaux de réhabilitation du Prato ayant eu lieu à partir du XIe siècle, dirigés par Frà Giovanni Eremitano et qui réussirent à transformer le marais qu'était alors le Prato en un endroit sain et utile. Le 7 octobre 1399, une procession grandiose, dite dei bianchi, menée pour assurer la paix à la ville de Padoue pour tout le XVe siècle, se termina au Prato, qui accueillit de grandes fêtes pour toute une journée.
Entre la fin du XIVe et du XVe siècle, la principale forge de Padoue fut construite à proximité du Prato. Cet édifice utilisa l'eau du canal qui passait par le Prato, ce qui bouleversa à plusieurs reprises le cours dudit canal et causa plusieurs inondations.
Au cours du XVe siècle, un grand palais fut construit à l'angle nord du Prato. Il était la résidence padouane du cardinal Basilius Bessarion et fut surnommé palazzo Angeli (« Palais des Anges »).

### Renaissance et Époque moderne

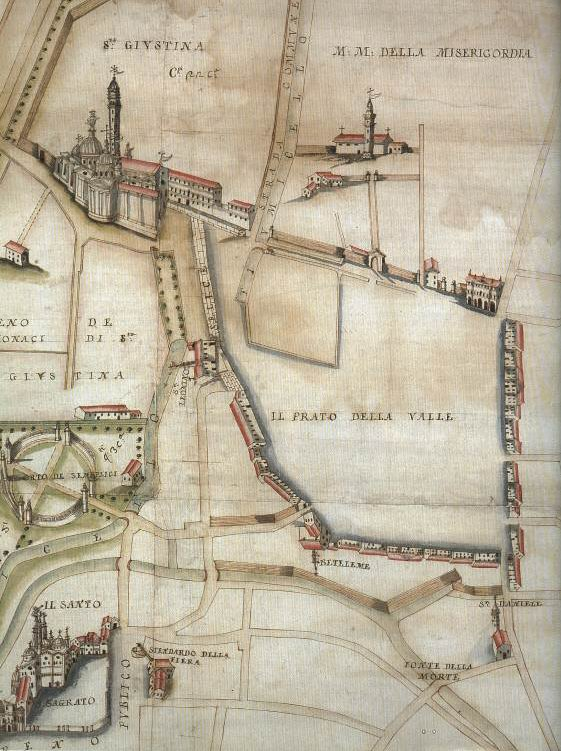
Carte du Prato della Valle en 1767, juste avant le projet d'Andrea Memmo

À partir  du XVe siècle, le Prato, malgré une hydrographie catastrophique, put maintenir et même consolider sa vocation de lieu de marché, de foire, de spectacle populaire et de dévotion religieuse. En 1434, le banquier florentin Palla Strozzi, exilé de Florence, s'établit à Padoue et fit construire sur le Prato un palais qui y apporta pour la première fois  le style architectural de la Renaissance italienne.
Toujours dans les premières décennies du XVe siècle, le monastère Sainte-Justine fut considérablement agrandi. En 1466, un gigantesque cheval de bois fut construit par Annibale Capodilista sur le modèle du Gattamelata de Donatello. Il est aujourd'hui conservé au Palazzo della Ragione de Padoue.
C'est en 1498 que commença la démolition de la basilique de romane de Sainte-Justine, afin de permettre la construction d'une nouvelle basilique. Dans la droite ligne de la croissance de Padoue, de nouveaux palais furent construits, comme en 1555-1557, le palazzo Zacco et, au milieu du XVe siècle, le palazzo Grimani. En 1539 et 1580, de graves inondations stoppèrent pendant un moment la réhabilitation du Prato, qui redevint pendant une courte période un lieu marécageux et peu sain.
À partir de 1608 le collège universitaire Da Mula fut construit, à l'est du Prato. Cet édifice devint ensuite une habitation privée et fut détruit par un incendie en 1822. En 1608, une importante foire, la fiera del Santo fut transférée de la place de la Basilica di Sant'Antonio au Prato par besoin d'un espace supplémentaire. Pendant tout le XVIIe et le XVIIIe siècle, les inondations se poursuivirent, aucune solution n'ayant été trouvée.
En 1766 se déroulèrent les premières courses de cheval con le cighe, ancêtres du sulky, qui continuèrent à se tenir jusqu'au début du XXe siècle.

### Les travaux d'Andrea Memmo

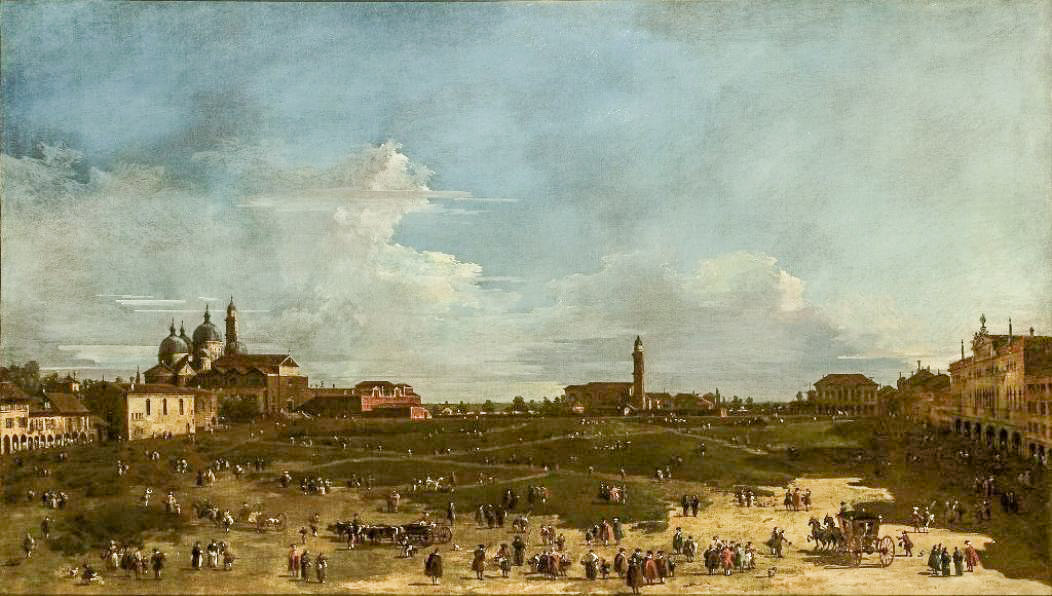
Le Prato della Valle juste avant les transformations entreprises par Andrea Memmo dans un tableau de Francesco Guardi (musée des beaux-arts de Dijon).

En 1767, au terme d'une âpre lutte, le Prato changea de propriétaire, passant du monastère Sainte-Justine à l'administration de la ville de Padoue. Cette alternance représenta un changement capital dans l'histoire du Prato. En effet, l'administration publique s'attaqua directement aux problèmes d'insalubrité et d'hydrographie de la zone, en créant une agence spécialisée dans la maintenance du Prato, la Presidenzia del Prato. Cette institution, composée de quatre notables padouans, avait pour but de gérer le Prato et de garantir le bon déroulement des différentes manifestations qu'il hébergeait. Néanmoins son rôle dans les grands changements qui suivirent fut presque seulement formel et juridique.
Le principal artisan du changement fut en fait Andrea Memmo, qui rejoint l'administration de Padoue avec le grade d'Inspecteur extraordinaire en 1775. Son programme de gouvernement pour Padoue avait deux objectifs principaux : la relance du commerce dans la ville et l'hygiène publique. Ils trouvèrent une synthèse parfaite dans son projet pour le Prato della Valle.
Les premiers travaux débutèrent en 1775 pour pouvoir donner des résultats pour la grande foire d'automne de sainte Justine. Pendant tout le déroulement des travaux, Andrea Memmo contrôla quotidiennement le bon déroulement des travaux. Il s'était installé dans le palazzo Angeli, l'ancien palais du cardinal Basilius Bessarion.

#### Grandes lignes du projet

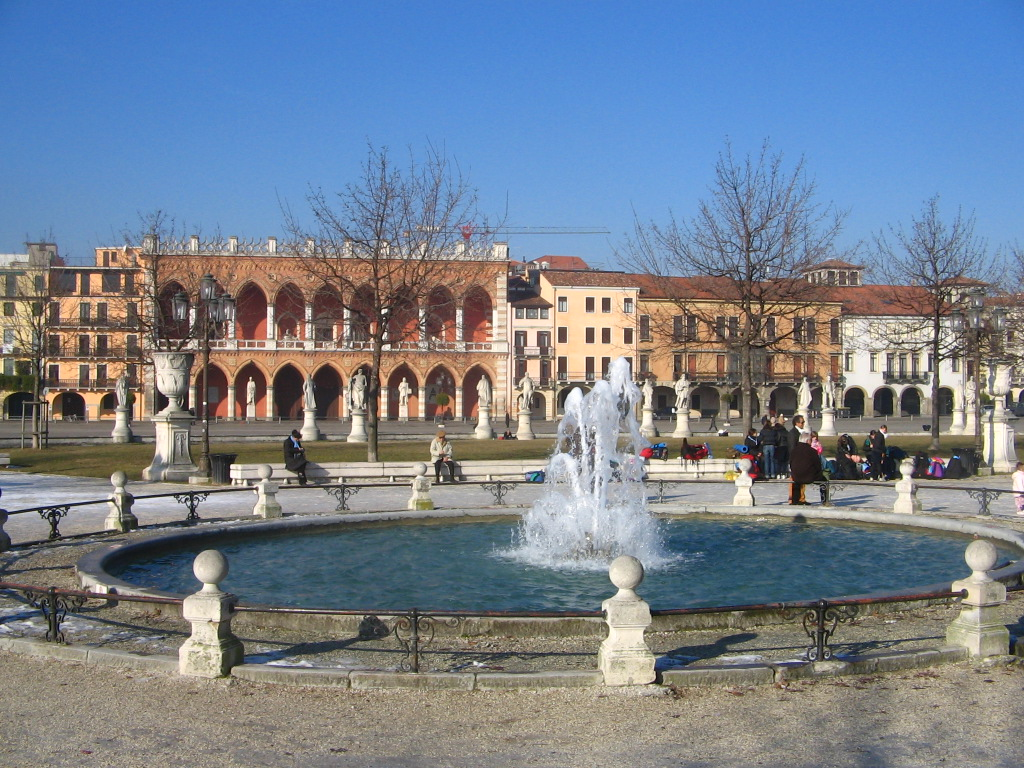
La fontaine de l'isola Memmia

Andrea Memmo voulait faire du Prato un lieu fonctionnel qui pourrait accueillir les foires qui y étaient historiquement situées et que, le reste de l'année, il puisse être un lieu de détente et de promenade pour les Padouans. La transformation du Prato fut caractérisée par la création d'une île centrale de forme elliptique, entourée d'un canal artificiel de même forme avec, sur chacune de ses rives, une rangée de statues (une troisième rangée était prévue, mais ne fut jamais réalisée). Les plans du projet furent établis par l'abbé Domenico Cerato, professeur d'architecture, surveillé de près par Memmo, lui-même passionné d'architecture.
Une courte note de Francesco Piranesi datant de 1786, ainsi qu'un dessin de Giuseppe Subleyras, nous montrent le projet définitif. À l'origine était prévue la construction d'un long édifice à portiques sur le côté sud du Prato, là ou se situe aujourd'hui un long chemin de promenade.

#### L'isola Memmia et le canal
Pour la création de l'île, 10 000 chariots de terre furent nécessaires pour combler la dépression centrale qui caractérisait le Prato. Ces grands travaux permirent une réduction significative des infiltrations d'eau qui transformaient régulièrement la zone en marécage. L'île prit, dès sa création, le nom d'isola Memmia (c'est-à-dire île de Memmo) en hommage à son créateur.
L'île, selon le projet original, devait pouvoir pendant les foires recevoir les structures en bois nécessaires à l'installation de 54 boutiques disposées en suivant sa forme elliptique. Ces structures en bois furent effectivement réalisées, mais utilisées pendant seulement quelques années, avant de n'être disposées que le long d'une semi-ellipse au Sud. La location de ces espaces aurait d'ailleurs contribué au paiement des travaux du Prato.

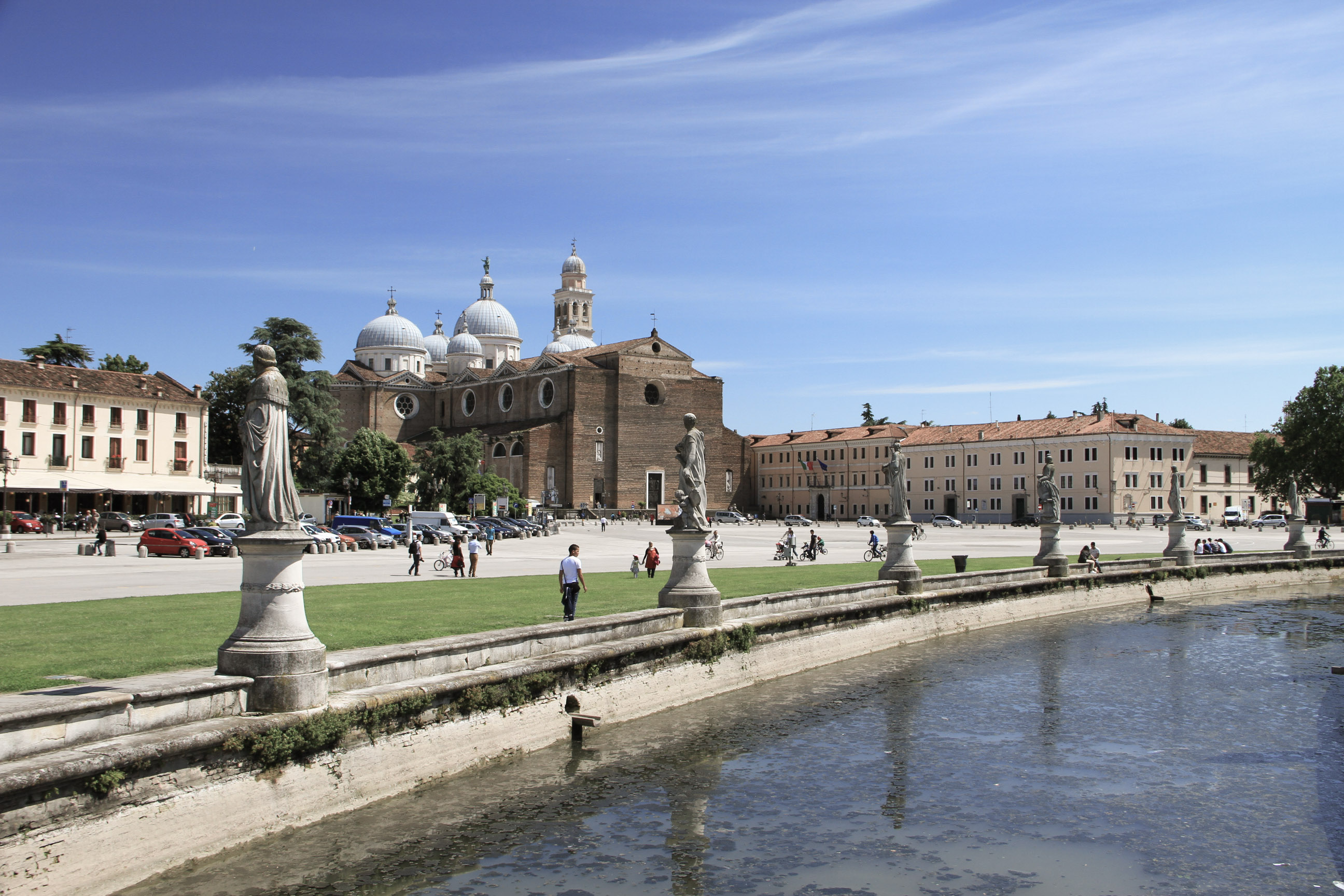
Statues le long du canal

Le canal elliptique qui ceint l'île fut pensé pour avoir deux fonctions : à la fois élément de décoration et élément majeur de la réhabilitation de la zone, il recueille les eaux écoulées ainsi que les eaux de pluie. Le canal est alimenté par un autre canal, le canal Alicorno, qui coule pendant un long moment caché. Les eaux entrent et sortent à travers deux bouches opposées situées sous le pont des Papes (pont le plus méridional du Prato) qui donne accès à l'île.

### XIXeetXXesiècles
La réalisation du projet d'Andrea Memmo se déroula de plus en plus lentement après la mort, en 1793, de son inspirateur. De plus, la domination, d'abord française, plus tard autrichienne de Padoue au cours du XIXe siècle ralentirent encore plus le cours des travaux et modifièrent les plans initiaux. Ce n'est qu'au cours du XIXe siècle que l'île et le canal prirent un aspect définitif, qui néanmoins n'était pas conforme aux plans originaux.

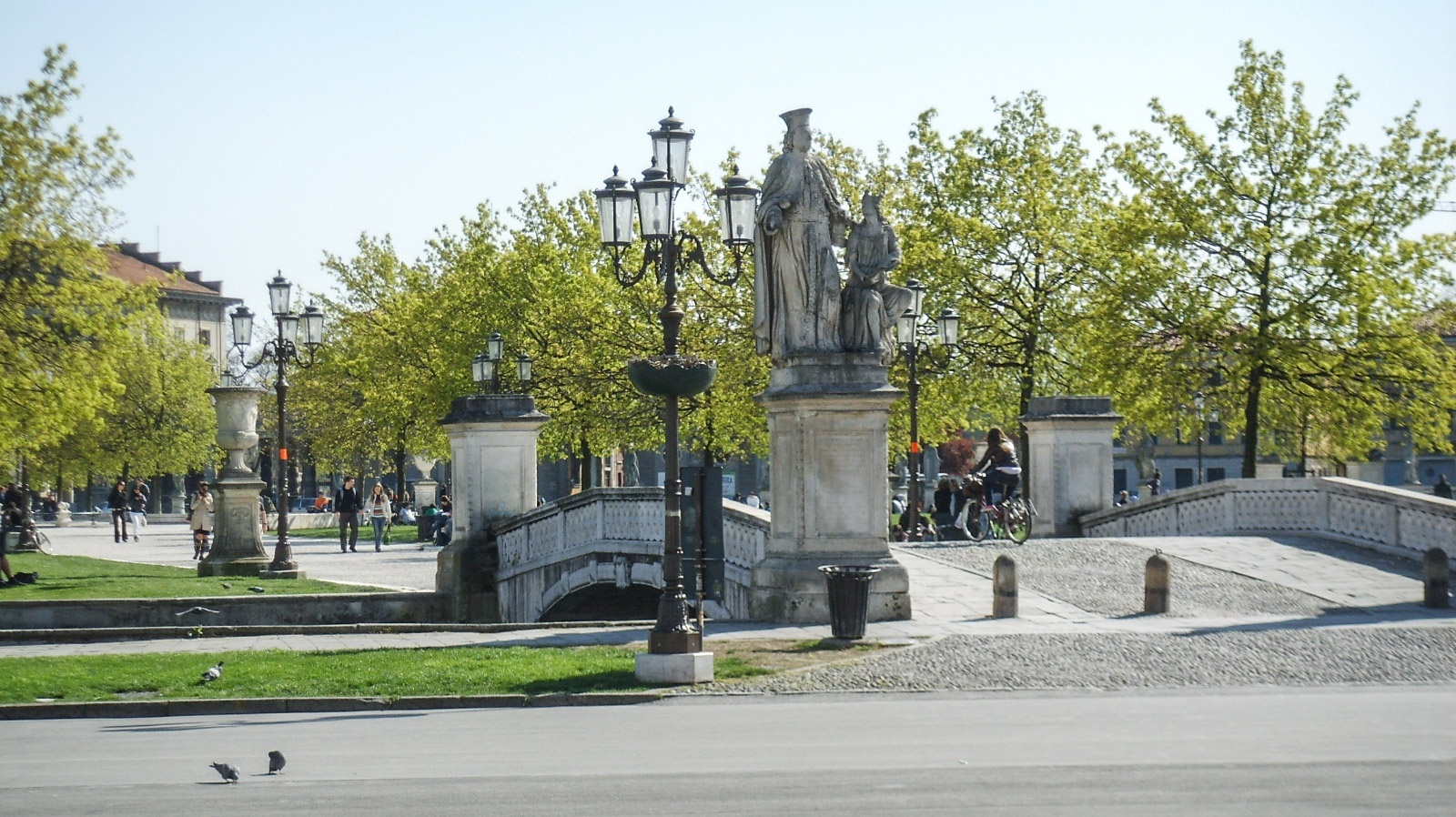
Le pont qui traverse le canal vers l'isola Memmia

En 1810, avec la suppression par Napoléon Ier des ordres religieux, les moines furent éloignés du monastère Sainte-Justine, qui devint alors un hôpital militaire. De nombreuses églises donnant sur le Prato furent fermées pour ensuite être détruites, ainsi, la chiesa di Betleeme (église de Bethléem), son couvent, et l'église di San Leonino, qui bordaient le Prato. En 1822, le collège universitaire Da Mula, qui avait été construit en 1608, fut entièrement détruit par un important incendie. Il a été construit à la place un palais de style néogothique, la Loggia Amulea.
En 1825, Giuseppe Japelli présenta un projet pour transférer l'université de Padoue sur le côté est du Prato. Ce déménagement aurait été un changement majeur dans l'architecture du Prato, mais il fut refusé par les autorités padouannes. Entre 1842 et 1845 un jardin et un château furent construits, le giardino Pacchierotti et le castello Pacchierotti. La Via Cavazzana, artère commerçante donnant sur le sud-est du Prato, fut percée à l'occasion d'importants travaux, en 1890. Le Prato fut une des premières zones de Padoue à recevoir la lumière électrique, en 1910.
Entre 1921 et 1928 une nouvelle rue fut ouverte, la Via Luca Belludi, qui nécessita une rénovation importante des édifices proches. En 1926, une fontaine fut construite au centre de l'isola Memmia. Sa réalisation était prévue par Andrea Memmo, mais fut abandonnée après sa mort, jusqu'à la décision de 1926 de finalement la construire selon les plans originaux.
Sous Mussolini, la place retrouva sa fonction originale qui était d'accueillir des défilés militaires. Défilèrent ainsi sur le Prato l'Armée de terre italienne, la Wehrmacht, puis plus tard les Alliés. En 1938, Benito Mussolini, alors en visite en ville, présida un grand rassemblement sur le Prato.
Lieu utilisé pour de grands événements, le Prato a accueilli en 1982 une grande messe en plein air célébrée par Jean-Paul II lors de sa visite à Padoue. Des années 1960 aux années 1980, la croissance invasive du trafic automobile dans toute la ville de Padoue transforma la zone du Prato extérieure à l'isola Memmia en parking géant. L'île elle-même fut peu à peu transformée en immense terre-plein pouvant devenir un parking lorsque le trafic était trop important.

### Le Prato della Valle de nos jours

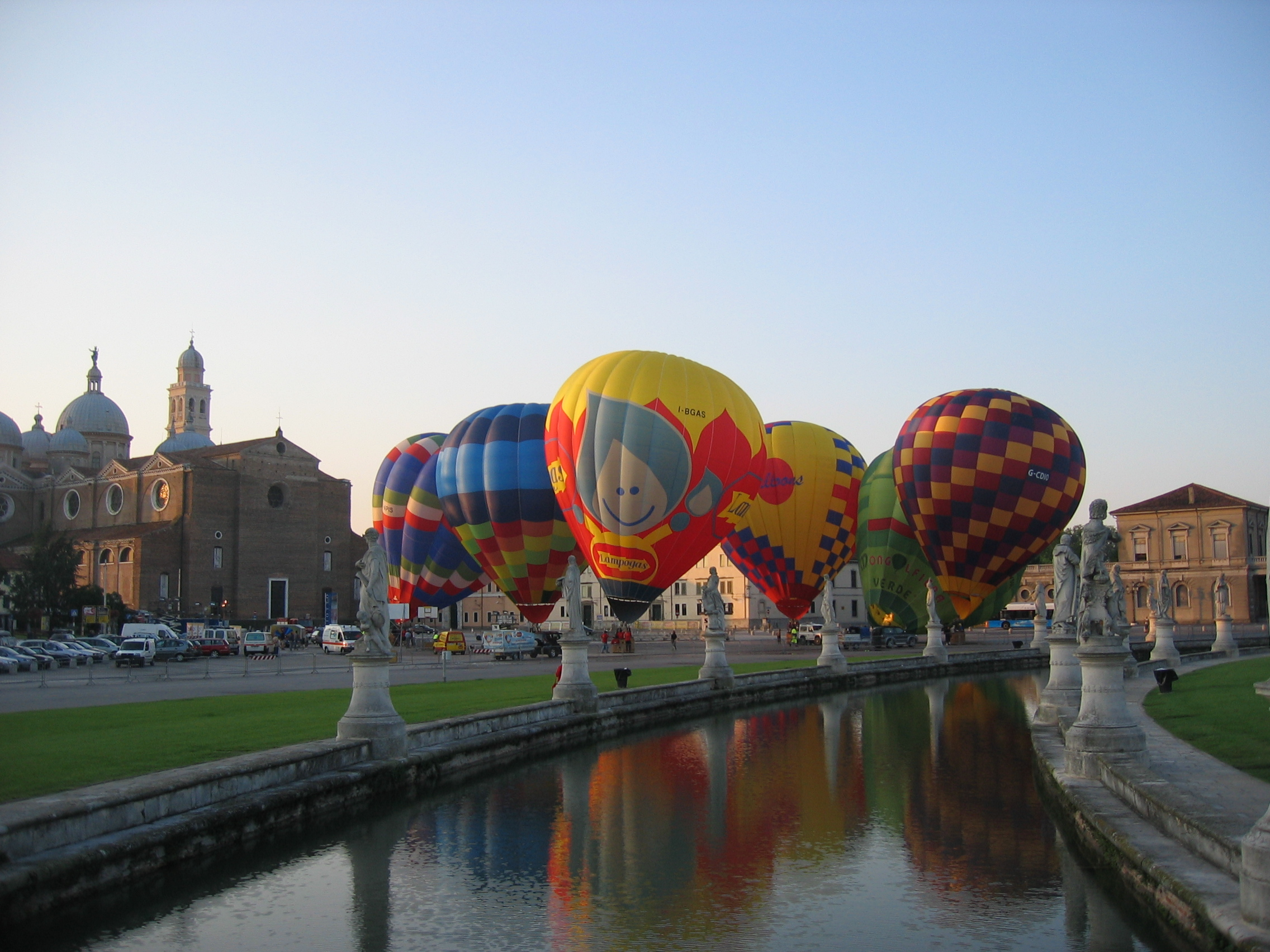
Lancer de montgolfières sur le Prato

Pendant les années 1990, la place a été objet de nombreux travaux de réhabilitation, ceci aussi bien sur le plan architectural que fonctionnel. Des interdictions progressives ont petit à petit totalement interdit le stationnement dans toute la zone du Prato. La végétation a été repensée de manière à rendre la zone attractive pour les jeunes, pour lesquels le Prato devint un lieu de rendez-vous, pour se retrouver, ou pour réviser en période d'examens. La mise en place d'un éclairage public performant a permis l'utilisation de la place pendant les longues soirées d'été. Ils s'y tient alors de nombreuses manifestations culturelles et sociales, du théâtre de rue aux concerts plus ou moins improvisés.
Depuis quelques années, l'extérieur de l'île, qui a été bétonné, est utilisé comme piste cyclable. Des compétitions de roller y sont également organisées, qui accueillent les spécialistes de la discipline.
Mais le Prato conserve également ses fonctions historiques de marché et de lieu de spectacle. Chaque samedi se tient le marché traditionnel de Padoue, avec plus de 160 stands, et chaque troisième dimanche du mois un grand marché d'antiquités a lieu sur le Prato. À partir de l'automne 2007, quelques stands du marché de fruits et légumes situé aux alentours du Palazzo della Ragione sont transférés sur le Prato.
Plusieurs fois par an, le Prato reçoit des concerts, comme le Festivalbar, qui est passé à plusieurs reprises par le Prato. Chacun de ces événements attire plusieurs dizaines de milliers de spectateurs. Lors du 15 août et du Réveillon de la Saint-Sylvestre, des Feux d'artifice et des grands concerts ont lieu. Les feux d'artifice du 15 août sont très connus pour leur qualité et attirent du public de toute la Vénétie. Lors de grands événements, comme la Coupe du monde de football, des écrans géants sont installés sur le Prato. C'est également sur le Prato que se réunissent traditionnellement les supporteurs des équipes de football de la région.

## Les statues

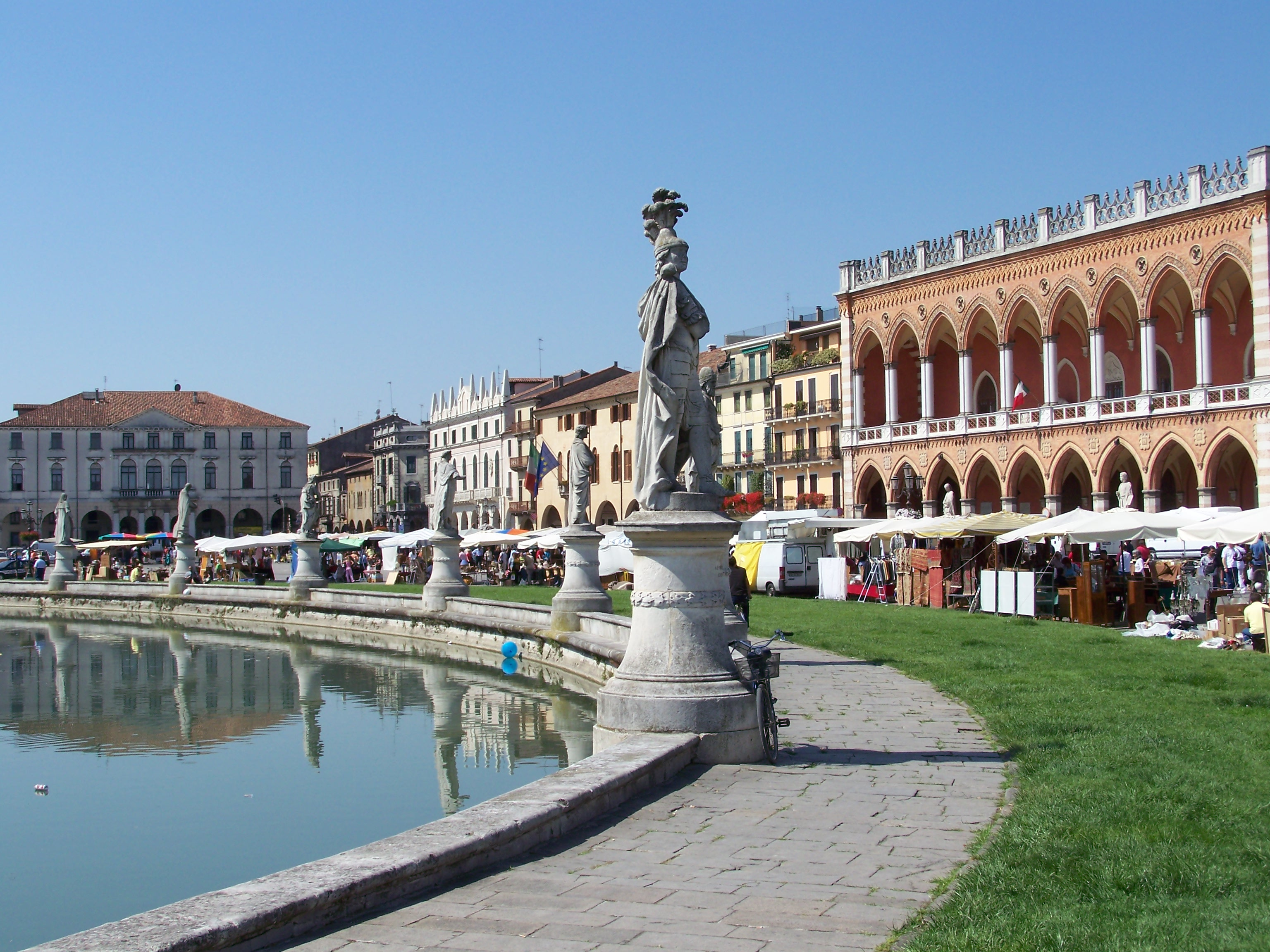
Statues le long du canal

De nos jours, les statues sont au nombre de 78 (40 le long de la rive extérieure du canal et 38 le long de la rive intérieure) mais elles étaient à l'origine 88. La disposition actuelle est principalement due à la destruction par l'Armée napoléonienne des statues représentant les Doges de Venise. Cet acte conduit à un repositionnement de toutes les statues et surtout à la mise en place d'obélisques sur les bords des ponts est et ouest, originellement prévus pour accueillir des statues. Le pont situé au nord est quant à lui privé de statues.
Le 10 février 1776, la Presidenza del Prato fixa les règles qui devraient être respectées lors de la réalisation des statues : aucune personne vivante ne pouvait être représentée, et aucun saint ne pouvait se voir consacrer une statue (celles-ci n'étaient autorisées que dans les églises). De plus, toute personne qui se verrait consacrer une statue devait avoir eu un lien avec la ville. La plupart du temps, les statues représentent des Condottieri, des professeurs ayant enseigné à Padoue, des artistes ou des hommes politiques.

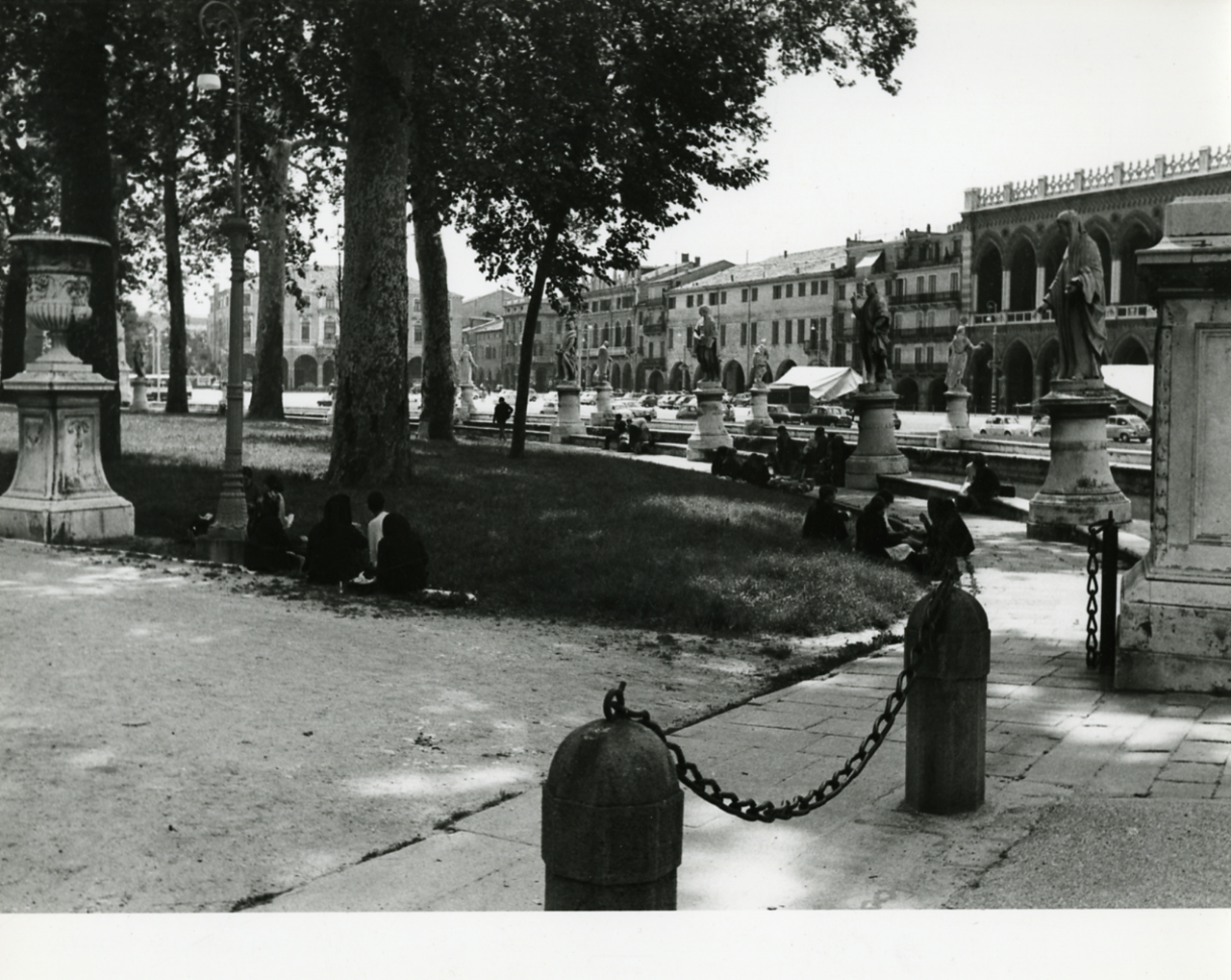
Des statues dans une photo de Paolo Monti de 1967

La première statue réalisée le fut en 1775 ; il s'agit d'une statue de Cicéron qui fut rapidement retirée pour absence de lien avec la ville. Elle fut remplacée par une statue d'Anténor, offerte à la ville par Andrea Memmo, et qui est encore présente aujourd'hui. La dernière statue originale ajoutée fut celle de Francesco Luigi Fanzago, médecin padouan, installée en 1838. Par la suite, au cours du XIXe siècle, cette statue fut restaurée, car excessivement détériorée. En 1963, pour des raisons évidentes de conservation, une statue d'Antonio Canova représentant Giovanni Poleni fut remplacée par une copie. Toutes les statues représentent des personnages masculins, à l'exception du buste de la poétesse Gaspara Stampa, situé aux pieds de la statue d'Andrea Briosco.
Statues et piédestaux sont réalisés en pierre de Vincenza, un calcaire tendre provenant de plusieurs localités des Colli Berici dans la Province de Vicence. Cette pierre se prête très bien à la sculpture grâce à sa tendreté, mais elle se détériore assez facilement. Des opérations de maintenance et de restauration ont ainsi dû être effectuées à plusieurs reprises, dès la fin du XIXe siècle. La dernière restauration date des années 1990.
Les statues furent des éléments fondamentaux dans la transformation du Prato, du point de vue aussi bien architectural que financier. En effet, elles furent financées par les citoyens, qui les payaient entre 135 et 150 sequins, argent qui ne servait pas seulement à la construction des statues, mais aussi aux travaux généraux de la place. La somme pouvait être versée en une fois aussi bien qu'en plusieurs années.
En 2021, Simone Pillitteri et Margherita Colonnello, conseillers communaux de Padoue, ont proposé de dresser une statue honorant Elena Cornaro Piscopia sur une des bases inoccupées de la place. Elle serait alors la première statue féminine du lieu. Cette initiative n'est pas accueillie favorablement par toutes les personnes intéressées.

## La végétation de l'isola Memmia

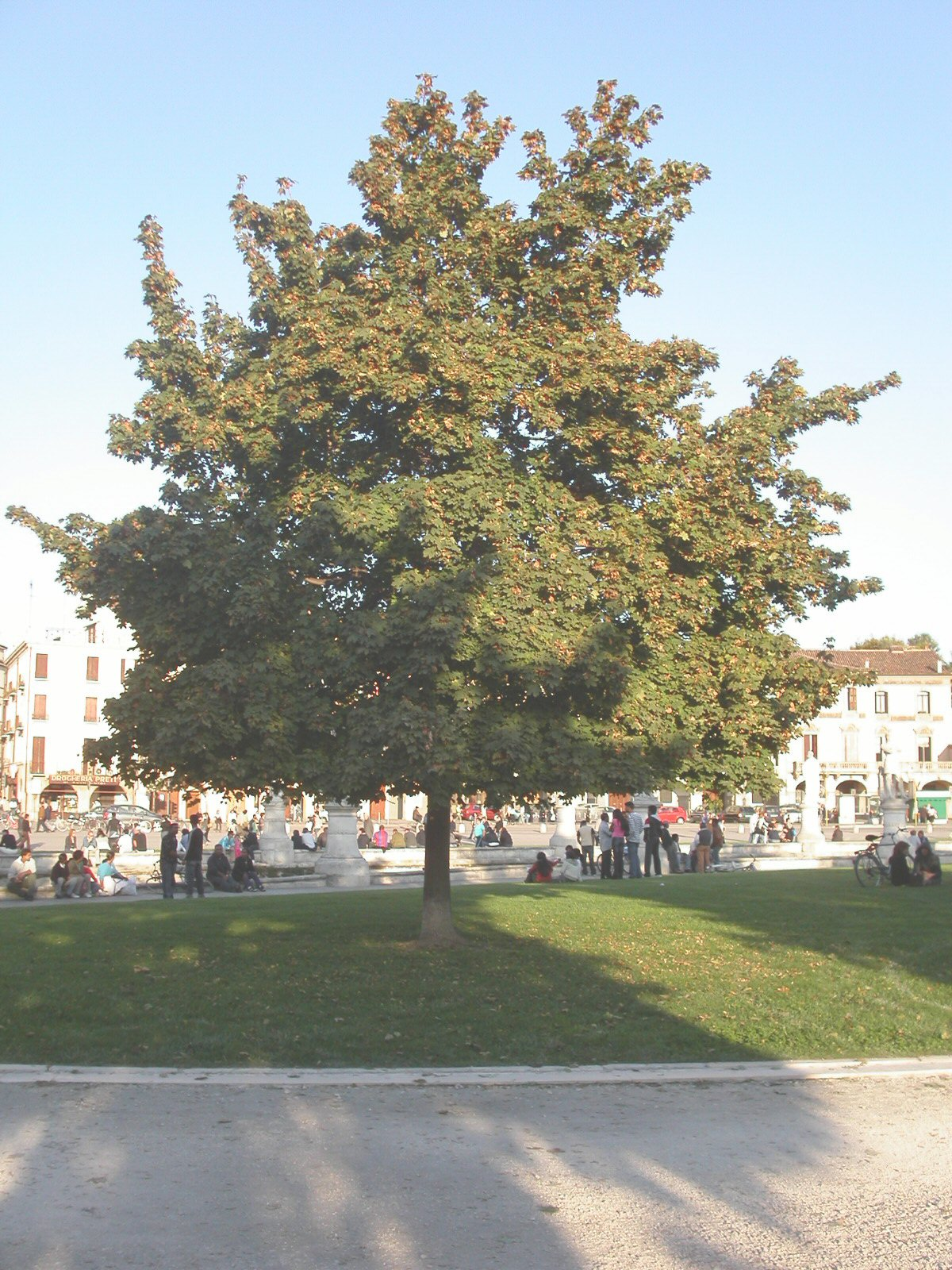
Un érable sur l'isola Memmia

Jusqu'aux travaux du XVIIIe siècle, le Prato n'était recouvert que d'une mince couche d'herbe à cause du piétinement répété, lors des marchés notamment, et des inondations très fréquentes. Au cours du XIXe siècle, la plantation serrée de platanes fit obstacle à la croissance de ladite herbe. Ce phénomène de disparition de l'herbe fut petit à petit assimilé par les Padouans, qui l'incorporèrent même dans une célèbre chanson sur leur ville, dite des « trois sans » (tre senza en italien). Cette chanson, célèbre encore de nos jours à Padoue, énumère trois particularités de la ville, à savoir « Le Saint patron sans nom » (Saint Antoine, saint de la ville, était en effet fréquemment appelé « le Saint » par antonomase), « Le café sans porte », en référence au Caffè Pedrochi, connu pour être ouvert à tous à tous moments. Le troisième « sans » était « Le Prato sans herbe », à cause de la disparition de l'herbe par la plantation des platanes.
En 1797, un arbre de la Liberté fut planté par les Français conquérants de la ville. Il s'agissait en fait d'un simple poteau de bois placé sur un piédestal. Cet « arbre » eut une brève durée de vie, et fut abattu par les Autrichiens huit mois après sa « plantation ». Après la conquête de Padoue par Napoléon Ier, en 1805, les troupes françaises plantèrent un tilleul, dit encore arbre de la Liberté. La plantation d'arbres dans le Prato débuta véritablement seulement après le retour de Padoue dans le giron de l'Autriche, en 1815. Furent alors plantés sur l'isola Memmia des tulipiers de Virginie (Liriodendron tulipifera) et des platanes. Le total des arbres alors plantés était d'une centaine.
Les tulipiers de Virginie ne réussirent pas à s'adapter au sol de l'isola Memmia et dépérirent alors que les platanes proliféraient. Les tulipiers morts étant remplacés par des platanes, il n'y eut vite plus qu'une seule sorte d'arbres sur l'île. Ces platanes atteignaient la taille classique de l'espèce, c'est-à-dire une quinzaine de mètres. La plantation de ces arbres et leur croissance exubérante modifièrent totalement l'architecture du lieu et le transformèrent littéralement en une petite forêt de platanes. Cette modification, qui n'était pas du tout prévue par Andrea Memmo, avait l'inconvénient de cacher la présence des statues. Le bosquet ainsi créé avait néanmoins l'avantage de protéger les passants à la fois du soleil et de la pluie, et l'île resta plantée de platanes jusqu'en 1990, date à laquelle, décimés par un champignon, le Ceratocystiis fimbriata, ils furent presque tous abattus. Il n'en reste plus qu'un aujourd'hui, épargné par ce champignon.
Après de nombreuses analyses de la zone, l'administration choisit de planter des érables planes var. Summershade. Les nouveaux arbres étaient bien moins nombreux, une cinquantaine seulement, et suivaient le tracé des chemins de l'île. Cette espèce fut choisie pour sa taille inférieure au platane (environ 10 mètres) et parce qu'elle était compatible avec l'architecture du Prato et les plans d'Andrea Memmo, tout en dispensant une ombre suffisante pour que les passants n'aient pas à souffrir de la chaleur de l'été padouan.
De l'herbe fut également plantée le long de la face externe du canal, ce qui n'était pas prévu dans les plans originaux. Cette idée, proposée par Giuseppe Japelli en 1824, ne fut réalisée qu'en 1990, lors de la plantation des érables.

## Sources
- (it) Cet article est partiellement ou en totalité issu de l’article de Wikipédia en italien intitulé « Prato della Valle » (voir la liste des auteurs).